# Убиство Иване Подрашчић
Ивана Подрашчић (Београд, 10. децембар 2000 — 31. јул 2014) била је четрнаестогодишња девојчица из Батајнице. Девојчица је нестала 29. јула 2014. године када се упутила ка Канаревом брду. Породица је нестанак пријавила тек 9. августа, под образложењем да је и раније бежала од куће и да су веровали да ће се вратити. Тело девојчице, у фази распадања, нађено у дворишту трошне куће коју је њен убица Дарко Костић изнајмљивао у Раковици.

## Нестанак
Последњи пут је виђена 29. јула, кад је с пријатељима отишла до града. Полиција је месецима трагала за девојчицом, али безуспешно. Злочин је откривен тек након што је 22-годишња Кристина Ковачевић пријавила да је силована. Испоставило се да ју је Костић напаствовао у истој кући у којој и Ивану. Та девојка је, иначе, његова рођака. Саслушан је, но није прошао полиграф. Полицајци су 1. септембра почели да претражују двориште куће, те убрзо наишли на стравичан призор. Сви су били згрожени кад су видели леш. Тело је било у грозном стању. Костић и Ивана Подрашчић били су пријатељи на Фејсбук у, а насилник је познавао и претходне жртве које је у прошлости нападао. Ивана је силована, а затим дављена и са више удараца мотиком убијена, крајем јула. Њено тело је осумњичени Дарко Костић, кога је полиција ухапсила, замотао у ћебад и сунђере, а затим закопао у дворишту куће. Костић је вишеструки провалник и осуђиван је за најтежа кривична дела - убиства, силовања, разбојништва, крађе... Породица Подрашчић, социјално веома угрожена, у лето 2014. године је њен нестанак "правдала" тиме да је она већ неколико пута одлазила од куће, да школу није волела и да ће се вратити као што се већ и враћала. На питања новинара где би могла да буде, говорили су да их оставе на миру и да имају још деце о којима се тешко брину и једва састављају крај с крајем. Иванина породица није желела да поверује да је полиција пронашла тело њихове ћерке. ДНК анализа Института за судску медицину потврдила је да је тело пронађено у напуштеној кући у Улици 11. крајишке дивизије нестала Ивана. Случај Иване Подрашчић многе је подсетио на случај Тијане Јурић из Суботице чије је тело, после две недеље потраге, пронађено на напуштеној депонији на путу између Алексе Шантића и Чонопље.

## Сахрана
Сахрањена је 10. октобра на Батајничком гробљу у 15 сати. Сахрани је присуствовало више стотина људи. Поворка од неколико стотина људи, међу којима највише деце, ученика ОШ "Светислав Голубовић Митраљета" коју је и она похађала, дошли су да се последњи пут опросте од Иване. Последњи опроштај од мале Иване, испред капеле, одржао је њен разредни старешина који је рекао:
Нисмо успели да сачувамо анђела, нисмо могли да јој помогнемо у одрастању. Прерано си одрасла и прерано си нас напустила. Ивана, изгубили смо те, али увек ћеш бити у нашим срцима. Твој разред је занемео, а због злочина који је почињен, занемела је и цела Србија. Након тога, тужна поворка, кренула је полако, до места где ће девојчица бити сахрањена. На челу колоне, скрхан болом, ишао је Иванин шеснаестогодишњи брат Срећко и носио бели крст. Неутешни отац Драго, ходао је иза белог сандука своје миљенице и придржавао у загрљају ћерку Николину да не би пала. За њима су ишли родбина и комшије, Иванини школски другови, наставници, директор, држећи прегршт цвећа и венаца, које ће положити на њен гроб.

## Одштета
Иванини родитељи саслушани су 31. октобра у Вишем тужилаштву у Београду. На питање да ли траже имовинску одштету, Иванин отац Драго Подрашчић је одговорио: Тражим одштету у висини од милион евра. Исказ је дала и Иванина мајка Нада: Рекла је да иде на журку и више је никад нисам видела. Ивана је била добро дете, али умела је да оде од куће и да се не врати по неколико дана. Зато мој супруг није одмах пријавио нестанак.

## Ранији злочини убице
Дарко Костић је 1993. године, заједно са још једним пријатељем убио жену која је рођена 1929. године, а после убиства чак и уринирао по њеном телу. За то кривично дело осуђен је на затворску казну у трајању од седам година. Казну за то дело издржавао је као млађи пунолетник у затвору у Ваљеву. Једном је чак и побегао из затвора. Затим је 2001. године извршио силовање. За то дело, али и за разбојништва и крађе он је осуђен на укупну казну затвора у трајању од три године и шест месеци. У међувремену је био осуђен још четири пута за слична кривична дела. Изашао је из затвора у мају 2014. године. Полиција сумња да је он извршилац још кривичних дела силовања и дела "против живота и тела".